# 스플래시 코퍼레이션
스플래시 코퍼레이션(영어: Splash Corporation)는 필리핀의 기업이다.